# Le Hézo
 Le Hézo  (en bretón Hezoù) es una población y comuna francesa, situada en la región de Bretaña, departamento de Morbihan, en el distrito de Vannes y cantón de Vannes-Est.

## Demografía
| 241 | 250 | 277 | 332 | 408 | 550 |
| Para los censos de 1962 a 1999 la población legal corresponde a la población sin duplicidades (Fuente: INSEE [Consultar]) |     |     |     |     |     |